# Uromyces meygounensis
Uromyces meygounensis är en svampart som beskrevs av Petr. 1955. Uromyces meygounensis ingår i släktet Uromyces och familjen Pucciniaceae.   Inga underarter finns listade i Catalogue of Life.